# Свердликов, Григорий Иванович
Григорий Иванович Свердликов (31 марта 1919 года, станица Екатериновская — 29 августа 1946 года, Ахалцихе) — участник Великой Отечественной войны, Герой Советского Союза.

## Биография
Родился 31 марта 1919 года в станице Екатериновская, ныне станица Крыловская Краснодарского края. Из семьи крестьянина. Русский. С 1934 года проживал с семьей в станице Каневской Краснодарского края. В 1938 году окончил среднюю школу в станице Незамаевская. Работал в редакции районной газеты «Голос ударника».
В 1939 году призван в Красную армию Павловским райвоенкоматом Краснодарского края. В 1941 году окончил Киевское артиллерийское училище. На фронтах Великой Отечественной войны с августа 1942 года. Воевал на Юго-Западном и Сталинградском фронтах, с сентября 1943 года — на Центральном фронте. Участник Сталинградской битвы, Черниговско-Припятской наступательной операции. Командовал артиллерийским взводом, затем батареей.
будучи командиром батареи 45-мм орудий 53-го гвардейского кавалерийского полка (15-я гвардейская кавалерийская дивизия, 7-й гвардейский кавалерийский корпус, 61-я армия, Центральный фронт) в звании гвардии старшего лейтенанта проявил личное мужество и отвагу в ходе битвы за Днепр. При освобождении населённого пункта Смяч в Новгород-Северском районе Черниговской области Украинской ССР 21 сентября 1943 года под артиллерийско-пулемётным огнём врага переправил свою батарею через реку Снов. На захваченном плацдарме вывел орудия в передовые порядки пехоты и огнём прямой наводкой истреблял живую силу и технику врага. В этом бою артиллеристы уничтожили 1 самоходное орудие, 2 автомашины, до 150 немецких солдат. Способствовал расширению плацдарма и занятию населенного пункта Смяч.
В бою 2 октября 1943 года он с своими орудиями-«сорокопятками» на плотах также в числе первых форсировал Днепр в районе села Вялье Брагинского района Гомельской области Белорусской ССР. Артиллеристы отразили несколько контратак врага, чем способствовали успешному удержанию и расширению плацдарма. Были нанесены большие потери противнику. За эти подвиги представлен к присвоению звания Героя Советского Союза.
Участвовал в Гомельско-Речицкой наступательной операции в ноябре 1943 года, в ходе которой батарея под его командованием истребила 2 танка, 2 бронетранспортёра, 3 артиллерийских орудия, 4 станковых пулемета врага и до 80 солдат.
Указом Президиума Верховного Совета СССР «О присвоении звания Героя Советского Союза офицерскому и сержантскому составу артиллерии Красной Армии» от 9 февраля 1944 года за «образцовое выполнение боевых заданий командования на фронте борьбы с немецкими захватчиками и проявленные при этом отвагу и геройство» удостоен звания Героя Советского Союза с вручением ордена Ленина и медали «Золотая Звезда».
В 1945 году гвардии капитан Г. И. Свердликов уже командовал 14-м отдельным гвардейским истребительно-противотанковым дивизионом в составе 10-й гвардейской стрелковой дивизии 19-й армии на 2-м Белорусском фронте. Участник Восточно-Прусской, Восточно-Померанской и Берлинской наступательных операций. При уничтожении немецкой группировки в районе Гдыни (Польша) 2-3 апреля 1945 года, дивизион под его командованием уничтожил 2 штурмовых орудия, 1 зенитную пушку, 3 пулемёта, до 25 солдат врага.
После Победы продолжал службу в Советской Армии. Трагически погиб 29 августа 1946 года при несчастном случае во время проведения учений на полигоне в районе города Ахалцихе Грузинской ССР.
Награждён орденами Ленина (9.02.1944), Отечественной войны 1-й (25.05.1945) и 2-й (31.12.1943) степеней, медалями «За оборону Сталинграда» (1943), «За Победу над Германией» (1945).
Память
В станице Каневской Краснодарского края именем Героя названа улица, а в станице Незамаевская — средняя школа и улица, перед зданием школы установлен обелиск.

## Награды
- Медаль «Золотая Звезда» Героя Советского Союза;
- орден Ленина;
- орден Отечественной войны 1-й степени;
- орден Отечественной войны 2-й степени;
- медали.